# Paris–Nizza 2016
Die 74. Austragung der Fernfahrt Paris–Nizza fand vom 6. bis zum 13. März 2016 statt. Das Etappenrennen war Teil der UCI WorldTour 2016 und innerhalb dieser das zweite Rennen nach der Tour Down Under. Die Gesamtdistanz des Rennens betrug 1.290 Kilometer.
Nacer Bouhanni, der den Zielstrich der zweiten Etappe als erster überquert hatte, wurde nachträglich auf den dritten Platz zurückgestuft. Im Zielsprint hatte er Michael Matthews abgedrängt.
Geraint Thomas (Sky) konnte das Rennen zur Sonne mit vier Sekunden Vorsprung auf Alberto Contador (Tinkoff) für sich entscheiden. Richie Porte (BMC) belegte mit 12 Sekunden Rückstand Platz 3.

## Teilnehmende Mannschaften
Automatisch startberechtigt sind die 18 UCI WorldTeams. Zusätzlich wurden durch den Veranstalter Amaury Sport Organisation vier UCI Professional Continental Teams eingeladen.
| 18 UCI WorldTeams | 18 UCI WorldTeams   | 18 UCI WorldTeams | 18 UCI WorldTeams   | 18 UCI WorldTeams | 18 UCI WorldTeams | 4 UCI Professional Continental Teams | 4 UCI Professional Continental Teams |
| ----------------- | ------------------- | ----------------- | ------------------- | ----------------- | ----------------- | ------------------------------------ | ------------------------------------ |
| ALM               | AG2R La Mondiale    | FDJ               | FDJ                 | LTS               | Lotto Fix All 1   | COF                                  | Cofidis, Solutions Crédits           |
| AST               | Astana Pro Team     | TGA               | Team Giant-Alpecin  | MOV               | Movistar Team     | DMP                                  | Delko Marseille Provence KTM         |
| BMC               | BMC Racing Team     | IAM               | IAM Cycling         | OGE               | Orica GreenEdge   | DEN                                  | Direct Énergie                       |
| CPT               | Cannondale          | KAT               | Team Katusha        | SKY               | Team Sky          | FVC                                  | Fortuneo-Vital Concept               |
| DDD               | Team Dimension Data | LAM               | Lampre-Merida       | TNK               | Tinkoff           |                                      |                                      |
| EQS               | Etixx-Quick Step    | TLJ               | Team Lotto NL-Jumbo | TFS               | Trek-Segafredo    |                                      |                                      |

## Etappen
| Etappe    | Datum    | Etappenorte                                   | type                 | Länge (km) | Etappensieger      | Gesamtführender  |
| --------- | -------- | --------------------------------------------- | -------------------- | ---------- | ------------------ | ---------------- |
| Prolog    | 6. Mär.  | Conflans-Sainte-Honorine                      | Prolog               | 6,1        | Michael Matthews   | Michael Matthews |
| 1. Etappe | 7. Mär.  | Condé-sur-Vesgre – Vendôme                    | Flachetappe          | 198        | Arnaud Démare      | Michael Matthews |
| 2. Etappe | 8. Mär.  | Contres – Commentry                           | Flachetappe          | 213,5      | Michael Matthews   | Michael Matthews |
| 3. Etappe | 9. Mär.  | Cusset – Mont Brouilly                        | Hügelige Etappe      | 168        | Etappe abgebrochen | Michael Matthews |
| 4. Etappe | 10. Mär. | Juliénas – Romans-sur-Isère                   | Flachetappe          | 195,5      | Nacer Bouhanni     | Michael Matthews |
| 5. Etappe | 11. Mär. | Saint-Paul-Trois-Châteaux – Salon-de-Provence | Mittelschwere Etappe | 198        | Alexei Luzenko     | Michael Matthews |
| 6. Etappe | 12. Mär. | Nizza – Madone d'Utelle                       | Hochgebirgsetappe    | 177        | İlnur Zäkärin      | Geraint Thomas   |
| 7. Etappe | 13. Mär. | Nizza – Nizza                                 | Mittelschwere Etappe | 134        | Tim Wellens        | Geraint Thomas   |

- Die dritte Etappe wurde aufgrund von heftigem Schneeregen nach 93 km zunächst unterbrochen und später dann abgebrochen.[3]

## Wertungen
- Zum ersten Mal seit 2002 wird keine Nachwuchswertung durchgeführt.